# Helmuth Macke

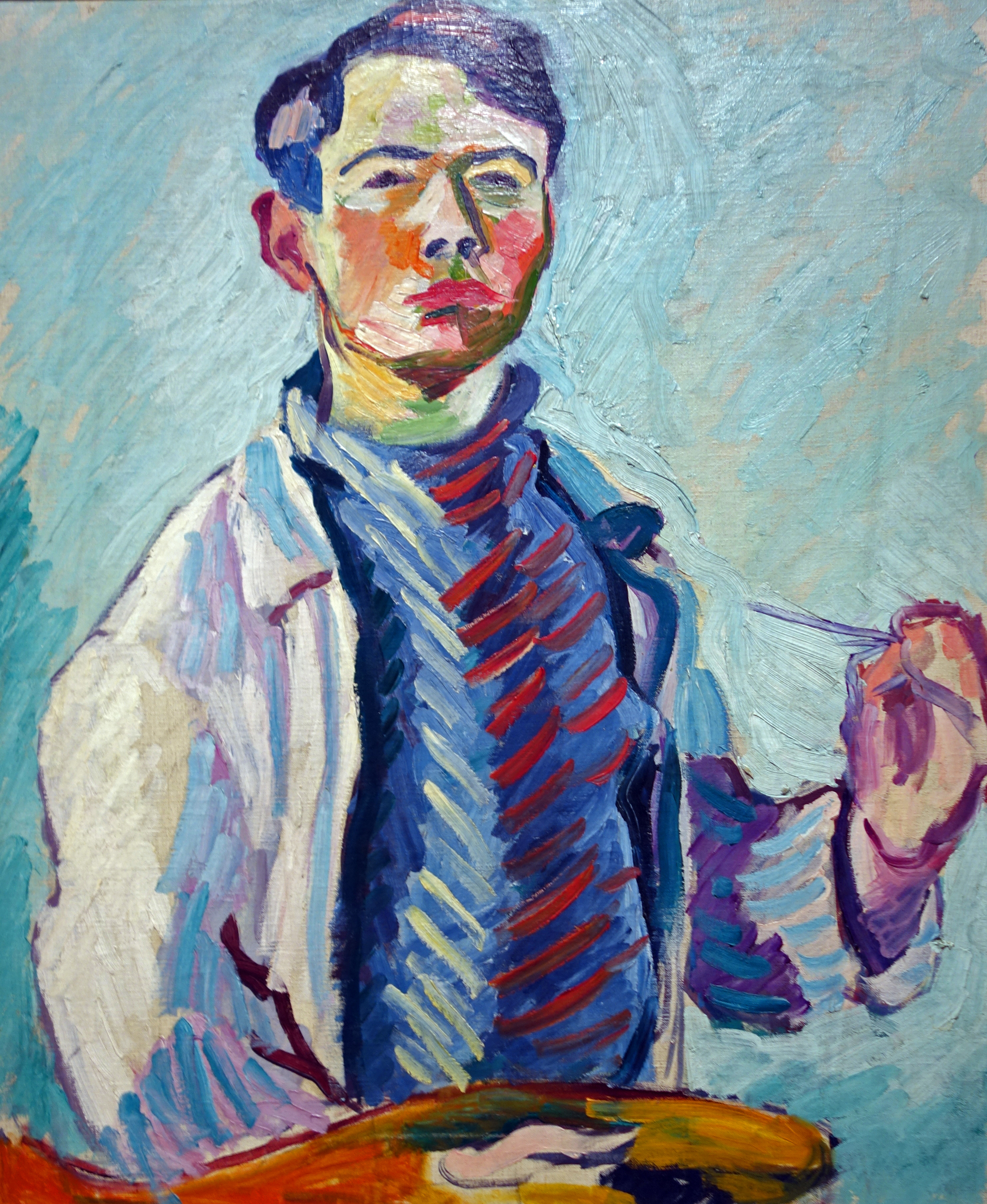
Autorretrato con paleta, hacia 1910/11

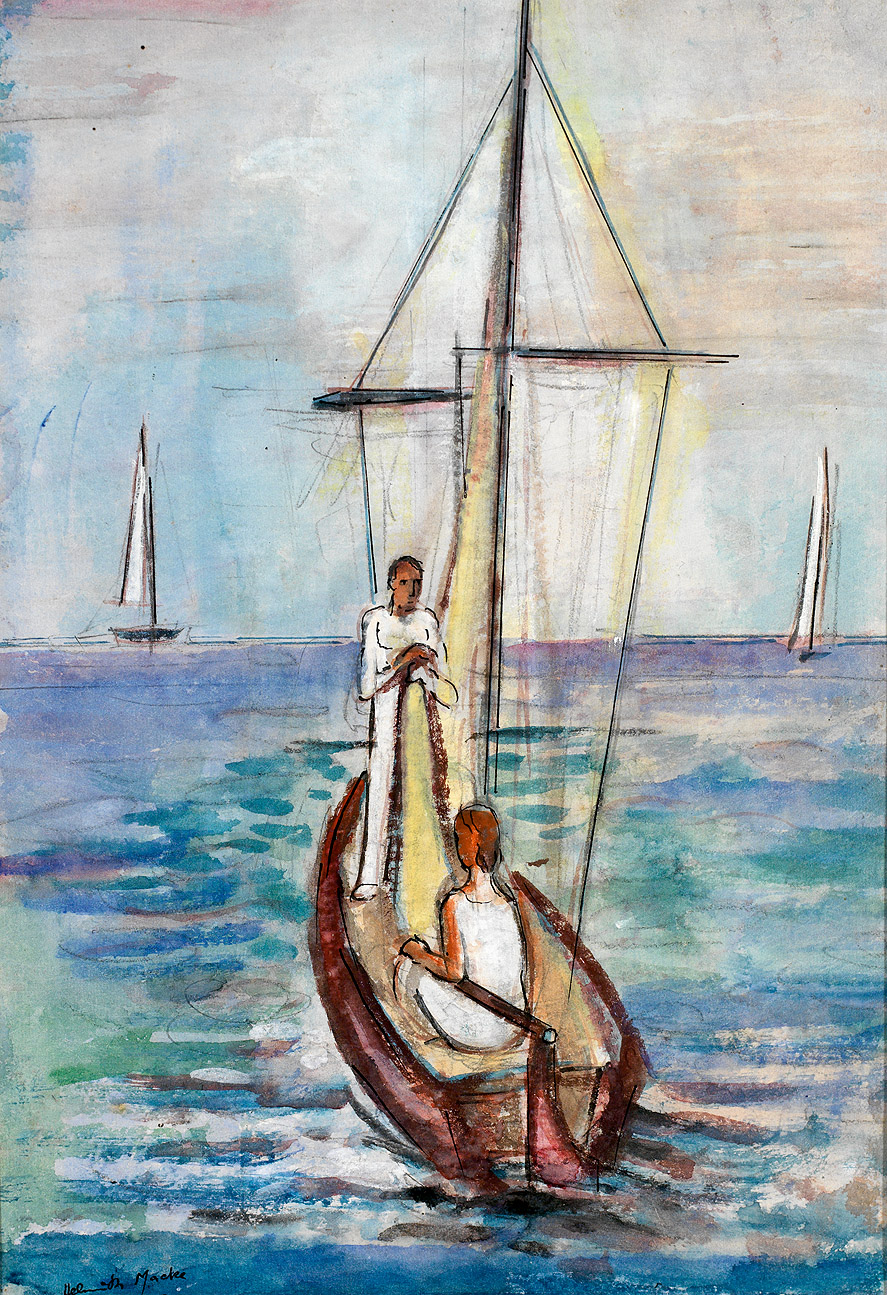
Helmuth Macke: velero en el lago de Constanza, 1934

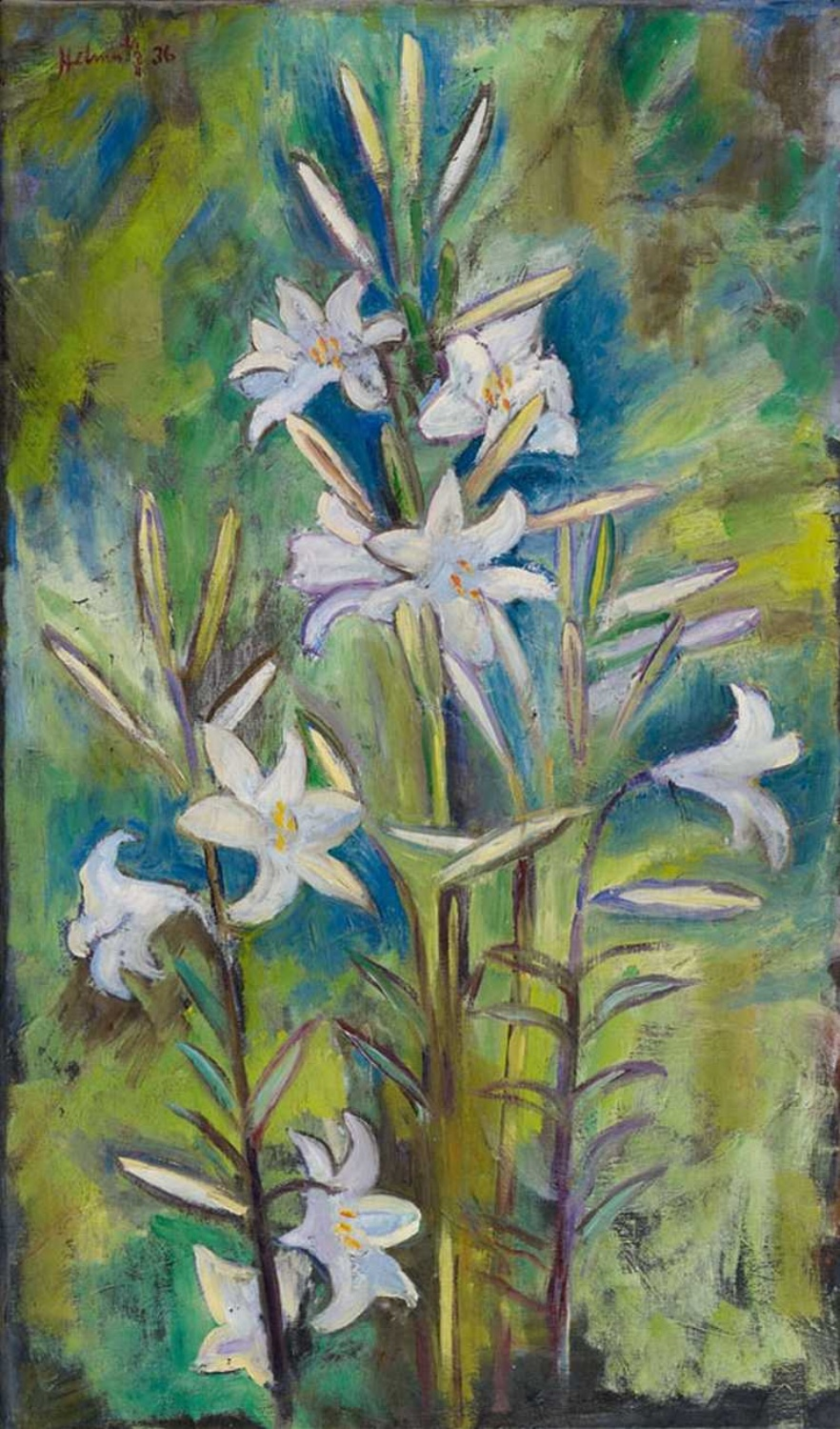
Helmuth Macke: Lirios blancos, 1936

Helmuth Macke (nacido el 28 de julio de 1891 en Krefeld; † el 8 de septiembre de 1936 en Hemmenhofen) fue un pintor expresionista alemán. Era primo del pintor August Macke y artísticamente se movía entre el constructivismo y la abstracción.

## Vida y obra
Helmuth Macke estudió de 1906 a 1909 con el artista holandés Jan Thorn-Prikker en la Escuela de Oficios y Artes Aplicadas de Krefeld, ahora Universidad Niederrhein. Entre sus compañeros de clase se encontraban Heinrich Campendonk y Walter Giskes, con quienes compartió estudio desde 1908. En 1909 conoció a Franz Marc en el Tegernsee. Marc no sólo le presentó a los miembros de la Asociación de Nuevos Artistas de Múnich, sino que también le cedió en 1910 su apartamento de verano en Sindelsdorf.
En los años 1910 a 1911 estuvo en contacto con el círculo del Blaue Reiter y en 1912 en Berlín también conoció a los miembros del Die Brücke a través de Erich Heckel. En el Primer Salón de Otoño Alemán celebrado en Berlín en 1913 se mostraron sus cuadros La bañista y El jardín del amor. Desde 1925 hasta 1933 permaneció en Krefeld y Bonn y estuvo en estrecho contacto con Heinrich Campendonk y Wilhelm Wieger.
En 1930 pasó varios meses en Ascona, donde conoció a Christian Rohlfs y Marianne von Werefkin, con quienes trabajó en estrecha colaboración.  En agosto de 1930 dedicó un paisaje del Ticino a la hija de Alfred Mayer, mecenas del círculo Blaue Reiter.  En la primavera de 1931, Helmuth Macke fue expulsado de Suiza porque había vendido algunas de sus acuarelas. Después regresó a Krefeld.  Allí creó la Sala Azul para el industrial Karl Gröppel, que fue redescubierta en 2012 y expuesta después de una restauración en la Villa Goecke de Krefeld. 
Helmuth Macke fue miembro de la Asociación de Artistas Alemanes.  En el verano de 1929 participó en la exposición anual de la DKB en la Casa del Estado de Colonia, donde expuso los cuadros Retrato de una niña y un Paisaje de dunas .  Ese mismo año, Macke recibió el Premio Villa Massimo de Roma. Durante su estancia en Roma conoció a Karl Schmidt-Rottluff, Georg Schrimpf y Heinrich Ehmsen.
En 1933 se trasladó a vivir en Hemmenhofen, en el lago de Constanza, donde se ahogó durante un viaje en barco el 8 de septiembre de 1936.